# Шабриньяк
Шабринья́к (фр. Chabrignac, окс. Chabrinhac) — коммуна во Франции, находится в регионе Лимузен. Департамент — Коррез. Входит в состав кантона Жюийак. Округ коммуны — Брив-ла-Гайярд.
Код INSEE коммуны — 19035.
Коммуна расположена приблизительно в 410 км к югу от Парижа, в 60 км южнее Лиможа, в 34 км к западу от Тюля.

## Население
Население коммуны на 2008 год составляло 520 человек.
| 1962 | 1968 | 1975 | 1982 | 1990 | 1999 | 2008 |
| ---- | ---- | ---- | ---- | ---- | ---- | ---- |
| 377  | 361  | 364  | 366  | 364  | 430  | 520  |

## Администрация
| Период | Период | Фамилия       | Партия                  | Примечания |
| ------ | ------ | ------------- | ----------------------- | ---------- |
| 2001   | 2008   | Марсель Буди  |                         |            |
| 2008   |        | Жан-Люк Дюпюи | Социалистическая партия |            |

## Экономика

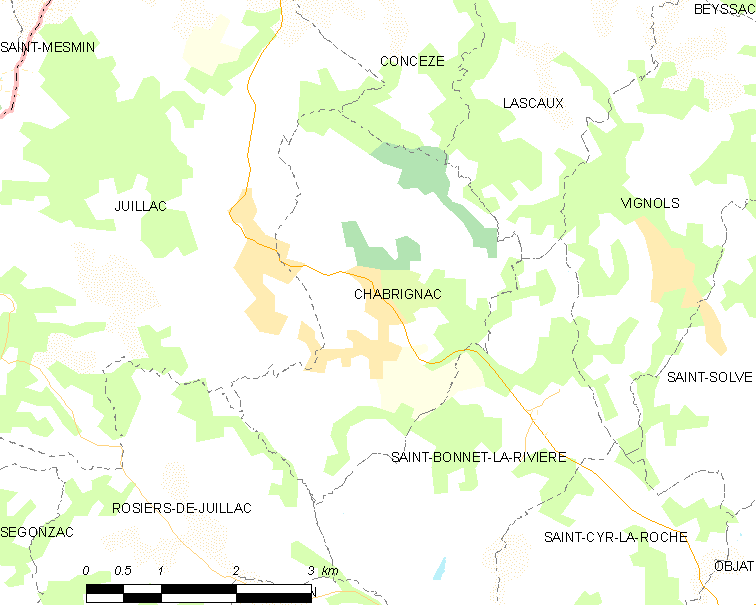
Карта коммуны

В 2007 году среди 260 человек в трудоспособном возрасте (15-64 лет) 196 были экономически активными, 64 — неактивными (показатель активности — 75,4 %, в 1999 году было 67,0 %). Из 196 активных работали 191 человек (97 мужчин и 94 женщины), безработных было 5 (3 мужчин и 2 женщины). Среди 64 неактивных 21 человек были учениками или студентами, 24 — пенсионерами, 19 были неактивными по другим причинам.